# 猛火油
猛火油，即石油，是古代中國使用石油作為戰爭用途時所稱呼的。

## 中國有關石油的記載
东汉史学家班固在其《汉书·地理志》中记载到“高奴县有洧水可燃”。 汉高奴县在今陕西省延安东北，此处说的大约是水上有外溢石油漂浮。司馬彪之《續汉书·郡国志》则记载了古人采集和利用石油的情况：“（延寿）县南有山，石出泉水，大如，燃之极明，不可食。县人谓之石漆。”文中所谓“石漆”，当时即指石油。此外，晋代张华所著之《博物志》和北魏郦道元所著之《水经注》也有类似的记载。最早提出“石油”一词的是北宋编著的《太平广记》，正式命名为“石油”的则是北宋的科学家沈括，他（公元1031-1095）在所著《梦溪笔谈》中根据这种油“生于水际，沙石与泉水相杂，惘惘而出”而命名的。由于石油有燃烧“遇水不灭”的性能，因此后来被大量用于军事方面。《元和郡县志》中记载：北周宣政元年，突厥统治者派兵包围攻打甘肃酒泉，当地军民用“石脂水”烧毁了敌人的攻城工具，此火“得水愈明，酒泉赖以获济”。

## 猛火油的使用及活躍

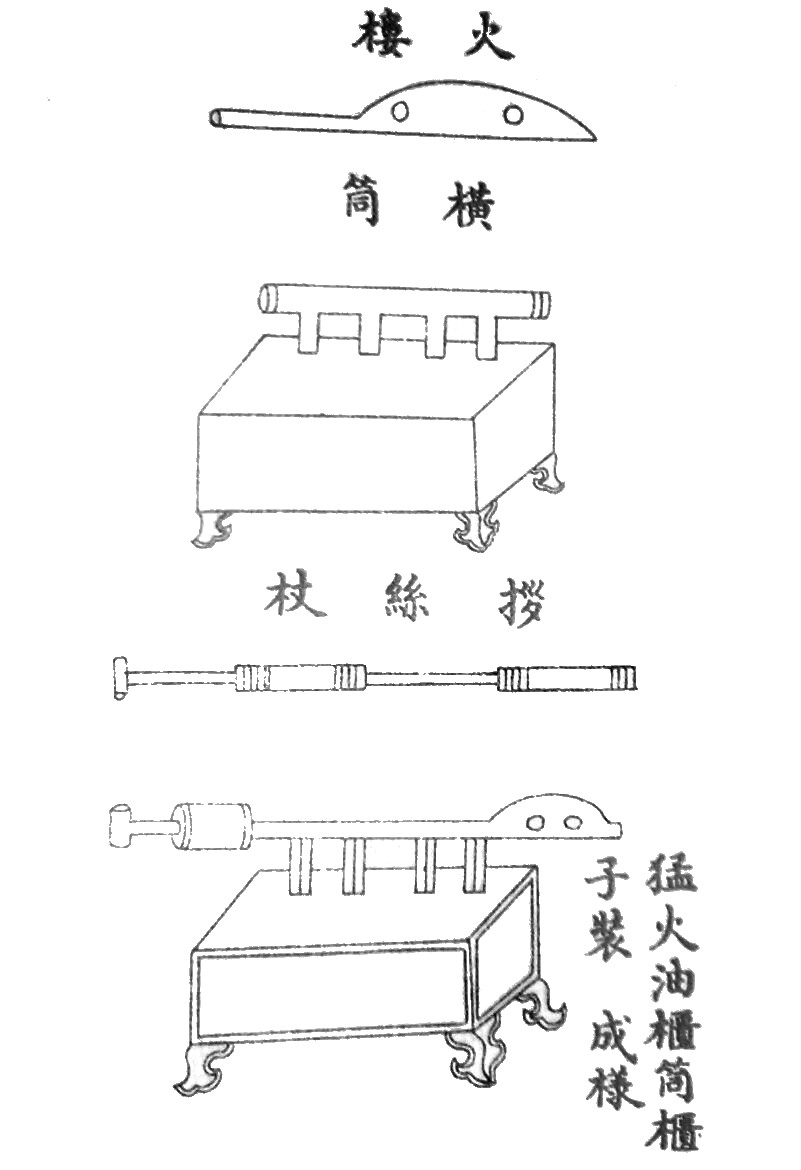
猛火油櫃為一石油火焰噴射器

石油在中国古代战争中作用发挥最大的时期是五代以及宋金辽元时期，也正是在这一时期，石油被称为“猛火油”。史载占城（今越南中南部一古国）曾在这一时期多次朝贡给中国皇帝猛火油。在这一时期之前，中国战争中的火攻，多凭薪柴膏油之类，属于最初级的纵火手段。而猛火油的威力要大得多，且有水浇火愈炽的特点，更适合于火攻。《新五代史·杨密传》记载：后梁末帝贞明三年（917年），吴王杨隆演派使者给契丹主送去猛火油，“攻城，以此油燃火焚楼橹，敌以水沃之，火愈炽”。贞明五年（919年），梁将贺瑰率水军攻打德胜南城，后梁局势吃紧。“汴将攻德胜南城，以战船十余艘，竹窄维之，扼断津路，王师不得渡。城中矢石将尽，守城将氏延赏危急”紧急关头，李建及把火油装在瓮中，然后“令上流具瓮，积薪其上，顺流纵火，以攻其舰。须臾，烟焰腾炽，梁军断缆而遁，建及乃入南城，贺瑰解围而去。”
而猛火油的使用方法，則与希腊火相似，也有专门的喷射装置，这便是北宋曾公亮在《武经总要》中记载的“猛火油柜”。但这种装置与希腊火装置不同在于，它已经引入了火药作为引燃物。
据《续资治通鉴长编》记载，宋开宝八年南唐中主李煜面临宋军进攻金陵的危机，其神卫军都虞候朱全赟用猛火油纵火攻宋军，由于风向改变，火焰反燃己军而大溃：“朱全赟自湖口以众援金陵，号十五万，缚木为筏，长百馀丈，战舰大者容千人，将断采石浮梁，会江水涸，战舰不能骤进。王明屯独树口，遣其子驰骑入奏，帝密遣使令明于洲浦间多立长木若帆樯之状以疑之。己未，全赟独乘大航，高十馀重，上建大将旗幡。至皖口，行营步军都指挥使刘遇挥兵急攻之，全赟以火油纵烧，遇军不能支。俄而北风，反焰自焚，其众不战自溃，全斌惶骇，赴火死。擒其战棹都虞侯王晖等，获兵仗数万。金陵独恃此援，由是孤城愈危蹙矣。”
对猛火油运用最为成熟的是宋朝。宋朝在京城汴梁设立了军器监，是专门制造武器的机构，下设十一作（即工场），其中就有猛火油一作。猛火油一般用于防御特别是守城战役中，《续资治通鉴》记载：“修楼橹，挂毡幕，安炮座，设弩床，运砖石，施燎炬，垂櫑木，备火油，凡防守之具毕备。”康誉之所著的《昨梦录》记载，北宋时期，西北边域“皆掘地做大池，纵横丈余，以蓄猛火油”，用来防御外族的侵扰。

## 猛火油的衰落
由于火药在中国的成熟发展，猛火油并没有在战争中發揮像希腊火对于西方世界那样的作用。正因为此，在火器日益发达的宋元明时期，已经鲜见对猛火油柜的记载了。